# Sillus furciger
Sillus furciger är en spindelart som beskrevs av Lodovico di Caporiacco 1954. Sillus furciger ingår i släktet Sillus och familjen spökspindlar.
Artens utbredningsområde är Franska Guyana. Inga underarter finns listade i Catalogue of Life.